# Schoenlandella trimaculata
Schoenlandella trimaculata är en stekelart som beskrevs av Cameron 1905. Schoenlandella trimaculata ingår i släktet Schoenlandella och familjen bracksteklar. Inga underarter finns listade i Catalogue of Life.